# Max Predöhl

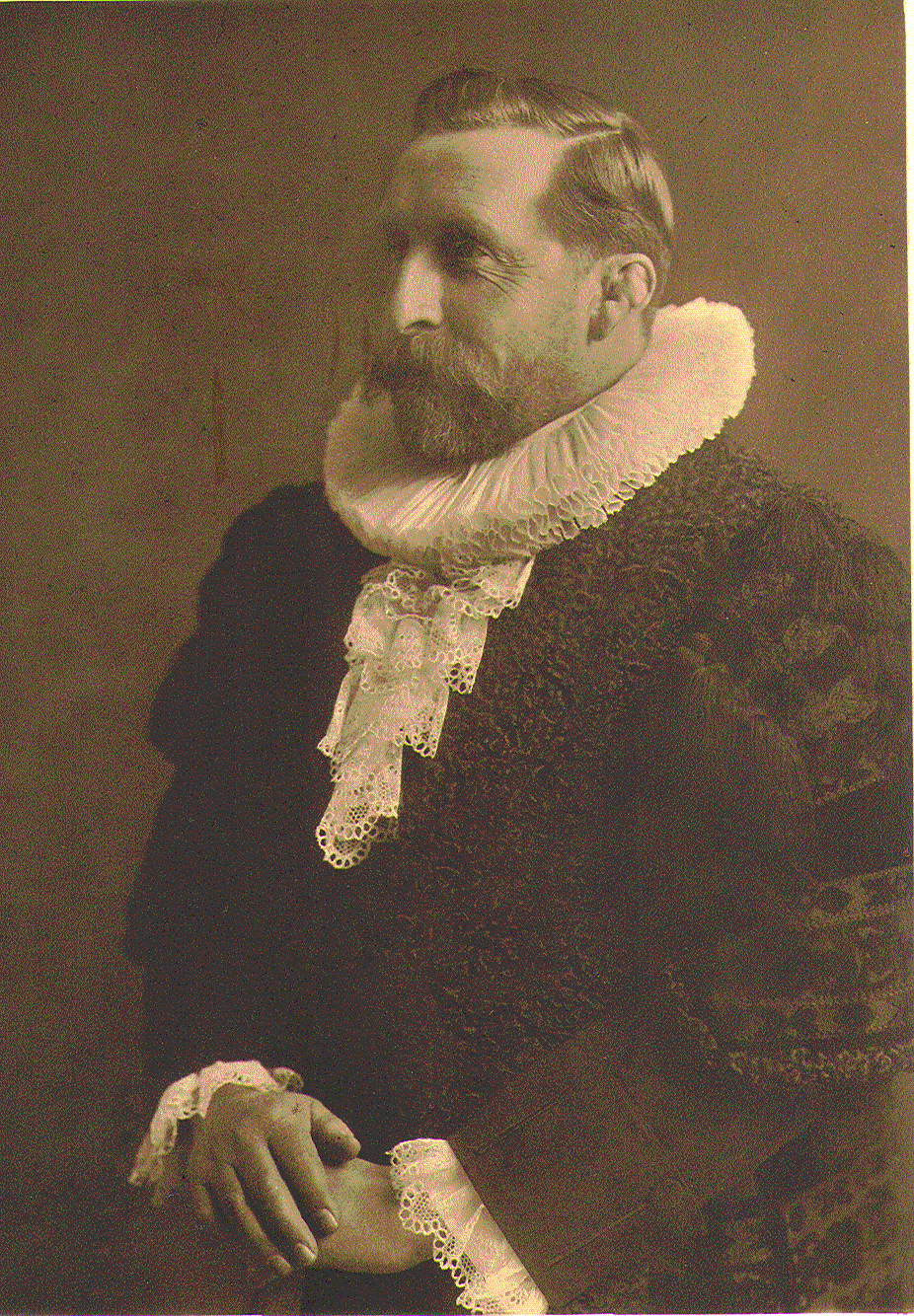
Max Predöhl, door Rudolf Dührkoop (1905)

Max Garlieb August Predöhl (Hamburg, 29 maart 1854 - aldaar, 11 maart 1923) was een Duits politicus die meerdere malen eerste burgemeester van Hamburg is geweest.

## Biografie
Max Predöhl was de zoon van een koopman uit Hamburg. Hij studeerde rechten en promoveerde in 1876 in Leipzig. Hij was vervolgens van 1876 tot 1893 advocaat. Daarnaast was hij redacteur van het bijblad van het Handelsgerichtzeitung ("Krant van het Handelsgerecht").
Max Predöhl werd op 26 juni 1893 door de Hamburgische Bürgerschaft (parlement) in de Senaat (regering) van de stadstaat Hamburg gekozen. Hij was o.a. landsminister van Onderwijs van Hamburg.
Max Predöhl was enkele keren tweede burgemeester (Zweite Bürgermeister) en drie maal eerste burgemeester van Hamburg (Erste Bürgermeister Hamburgs):
- 1 januari 1910 - 31 december 1911
- 1 januari - 31 december 1914
- 1 januari - 31 december 1917

In 1918 vierde Predöhl zijn 25-jarige jubileum als senator, maar stapte na de Novemberrevolutie van dat jaar uit de politiek.

## Familie
Max Predöhl was getrouwd met Clara Amsinck, telg uit een voornaam Hamburger patriciërsfamilie. Het echtpaar kreeg negen kinderen, waaronder de latere hoogleraar Andreas Predöhl.
Van zijn schoonouders erfde Predöhl een 5000 m² grote heerlijkheid met landhuis. Het landhuis werd, op de façade na, herbouwd. In het nieuw gebouwde landhuis ontving Predöhl o.a. de Duitse keizer Wilhelm II en diens zoon, kroonprins Wilhelm. Het huis dat tijdens de Tweede Wereldoorlog zwaar beschadigd raakte, herbergt thans het Franse consulaat.

## Noot
1. ↑  Französisches Generalkonsulat: Schließung droht